# Polytrichum tonkinense
Polytrichum tonkinense là một loài rêu trong họ Polytrichaceae. Loài này được Thér. & R. Henry mô tả khoa học đầu tiên năm 1928.